# Giacomo Olzer
Giacomo Olzer (Rovereto, 14 aprile 2001) è un calciatore italiano, centrocampista del Pescara.

## Caratteristiche tecniche
Trequartista dal fisico imponente, bravo nel dribbling e nel gioco aereo, abile negli inserimenti offensivi, può essere impiegato anche come attaccante o come mezzala. Da bambino ha giocato anche a pallavolo, sport praticato dai genitori, militando nella Trentino Volley.

## Carriera

### Club
Cresciuto nel settore giovanile del Milan, in cui è approdato nel 2015, ha esordito in prima squadra il 12 gennaio 2021, nella partita valida per gli ottavi di finale di Coppa Italia vinta ai tiri di rigore contro il Torino. Il 9 luglio si trasferisce al Brescia, venendo coinvolto nell'operazione che porta Sandro Tonali a vestire la maglia rossonera. Il 1ºottobre 2022 segna la sua prima rete in serie B nella pesante sconfitta per 6-2 in casa del Bari.  Frenato dagli infortuni nelle prime stagioni con i bresciani, riesce poi a essere schierato con continuità; il 16 maggio 2024 prolunga con le Rondinelle fino al 2026.
Il 17 luglio 2025 firma con il Pescara, neopromosso in Serie B.

### Nazionale
Ha giocato in Under-18.

## Statistiche

### Presenze e reti nei club
Statistiche aggiornate al 10 agosto 2025.
| Stagione        | Squadra         | Campionato      | Campionato | Campionato | Coppe nazionali | Coppe nazionali | Coppe nazionali | Coppe continentali | Coppe continentali | Coppe continentali | Altre coppe | Altre coppe | Altre coppe | Totale | Totale |
| Stagione        | Squadra         | Comp            | Pres       | Reti       | Comp            | Pres            | Reti            | Comp               | Pres               | Reti               | Comp        | Pres        | Reti        | Pres   | Reti   |
| --------------- | --------------- | --------------- | ---------- | ---------- | --------------- | --------------- | --------------- | ------------------ | ------------------ | ------------------ | ----------- | ----------- | ----------- | ------ | ------ |
| 2020-2021       | Milan           | A               | -          | -          | CI              | 1               | 0               | -                  | -                  | -                  | -           | -           | -           | 1      | 0      |
| 2021-2022       | Brescia         | B               | 4          | 0          | CI              | 0               | 0               | -                  | -                  | -                  | -           | -           | -           | 4      | 0      |
| 2022-2023       | Brescia         | B               | 14+1       | 3          | CI              | 1               | 0               | -                  | -                  | -                  | -           | -           | -           | 16     | 3      |
| 2023-2024       | Brescia         | B               | 27+1       | 0          | CI              | 0               | 0               | -                  | -                  | -                  | -           | -           | -           | 28     | 0      |
| 2024-2025       | Brescia         | B               | 25         | 1          | CI              | 2               | 2               | -                  | -                  | -                  | -           | -           | -           | 27     | 3      |
| Totale Brescia  | Totale Brescia  | Totale Brescia  | 70+2       | 4          |                 | 3               | 2               |                    | -                  | -                  |             | -           | -           | 75     | 6      |
| 2025-2026       | Pescara         | B               | 0          | 0          | CI              | 1               | 0               |                    | -                  | -                  |             | -           | -           | 1      | 0      |
| Totale carriera | Totale carriera | Totale carriera | 70+2       | 3          |                 | 5               | 2               |                    | -                  | -                  |             | -           | -           | 77     | 5      |